# کاکوربیتا فوتیدیسیما
کاکوربیتا فوتیدیسیما (نام علمی: Cucurbita foetidissima) نام یک گونه از سرده کدو است.

## نگارخانه

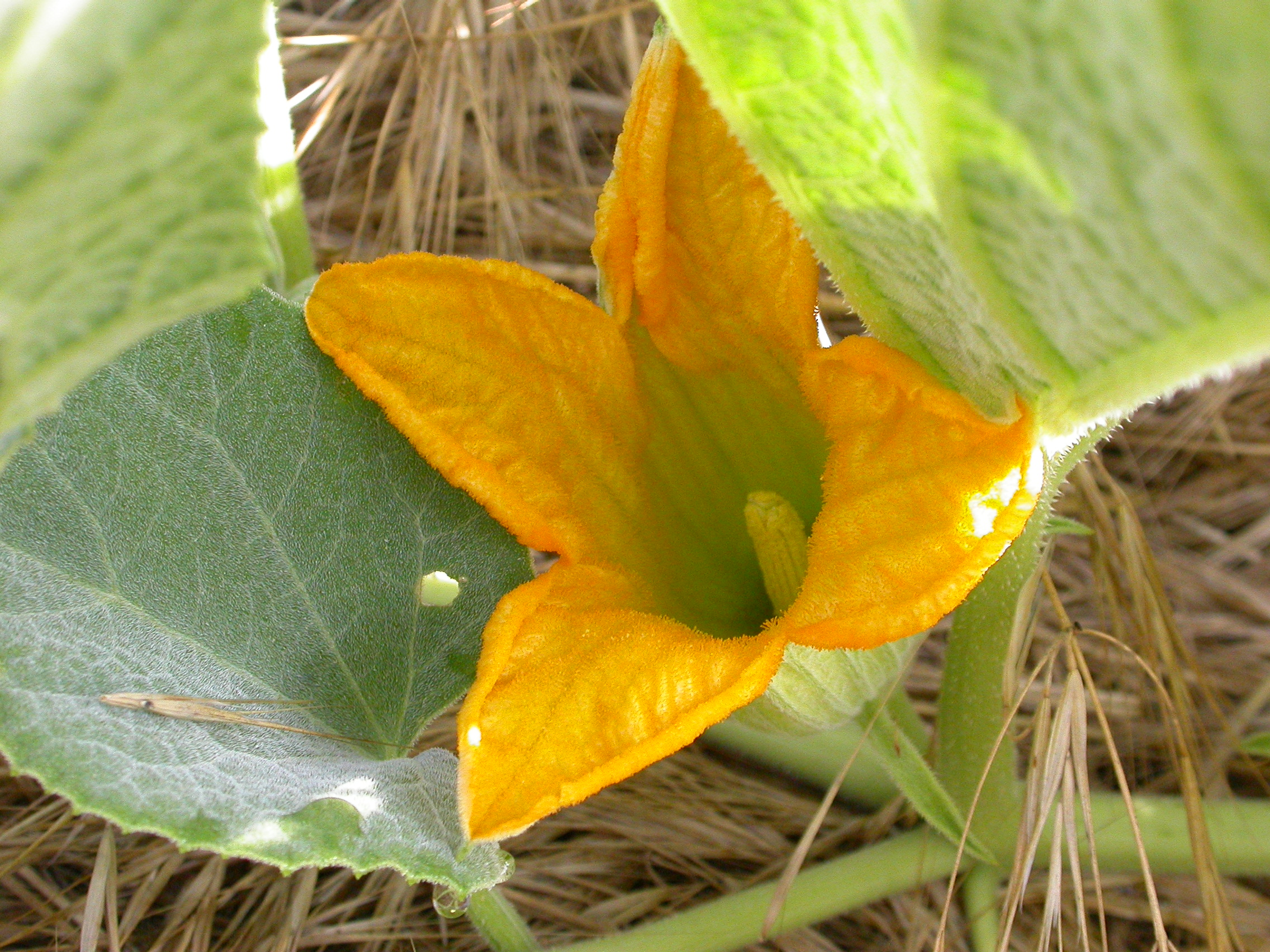
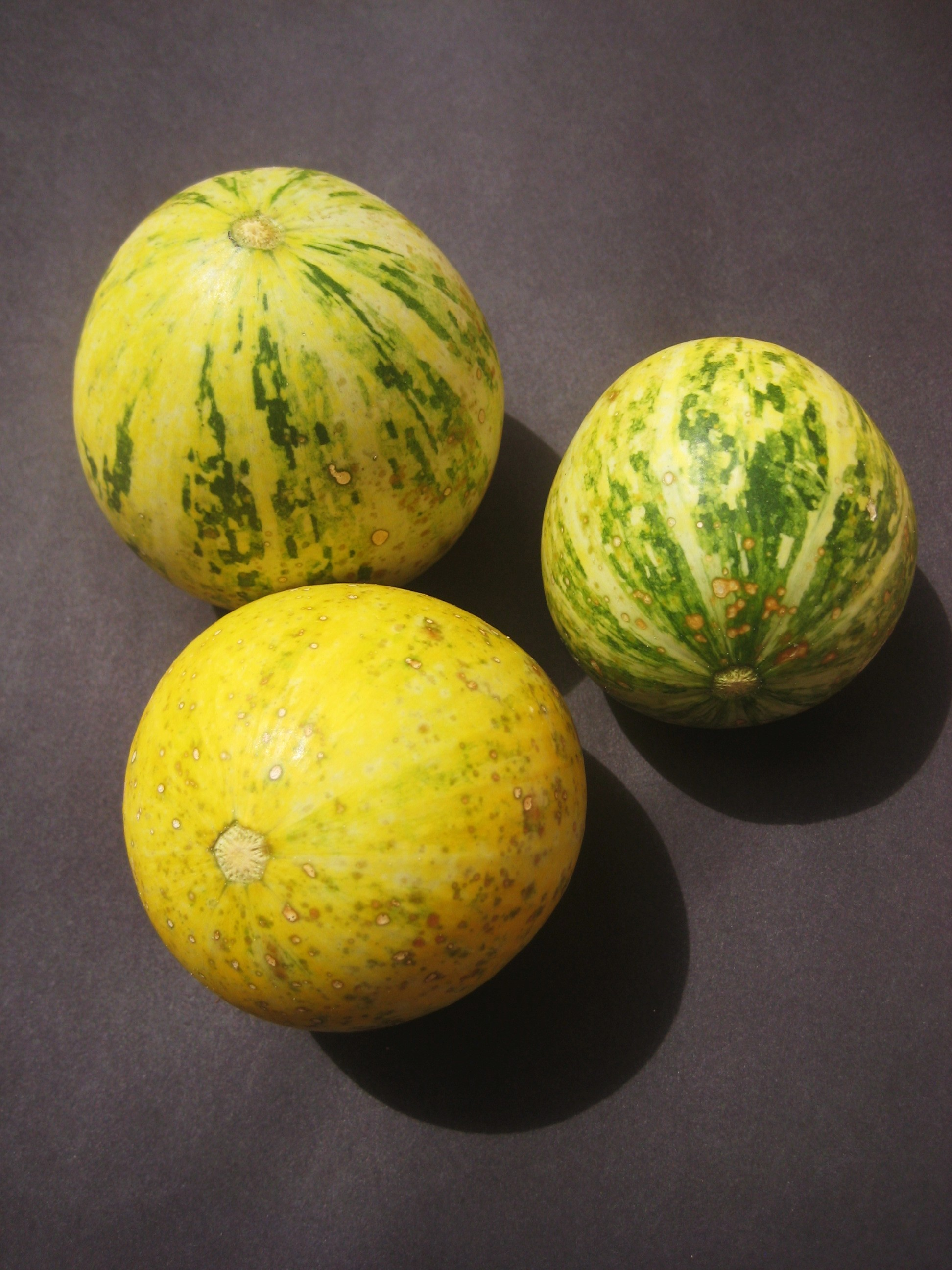
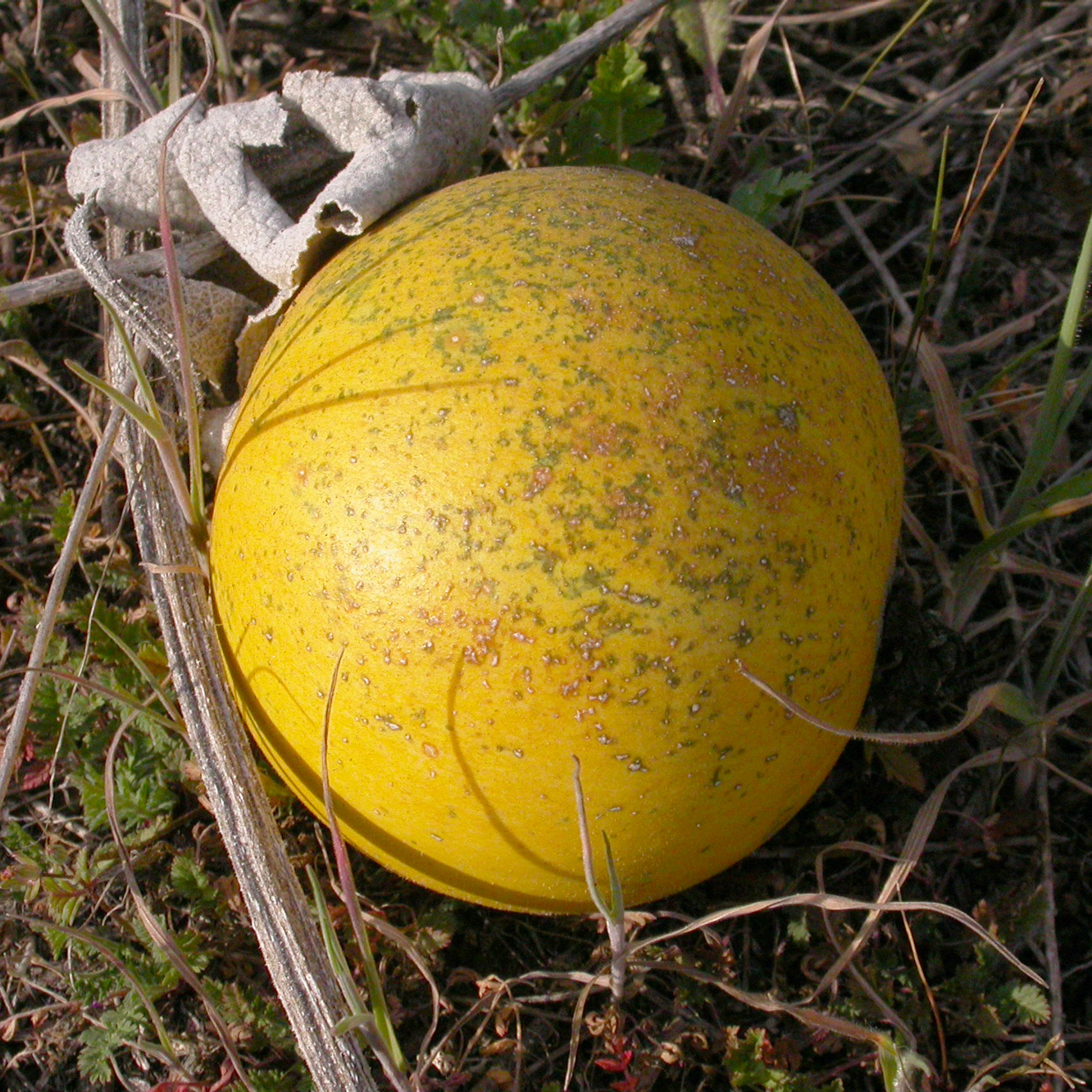
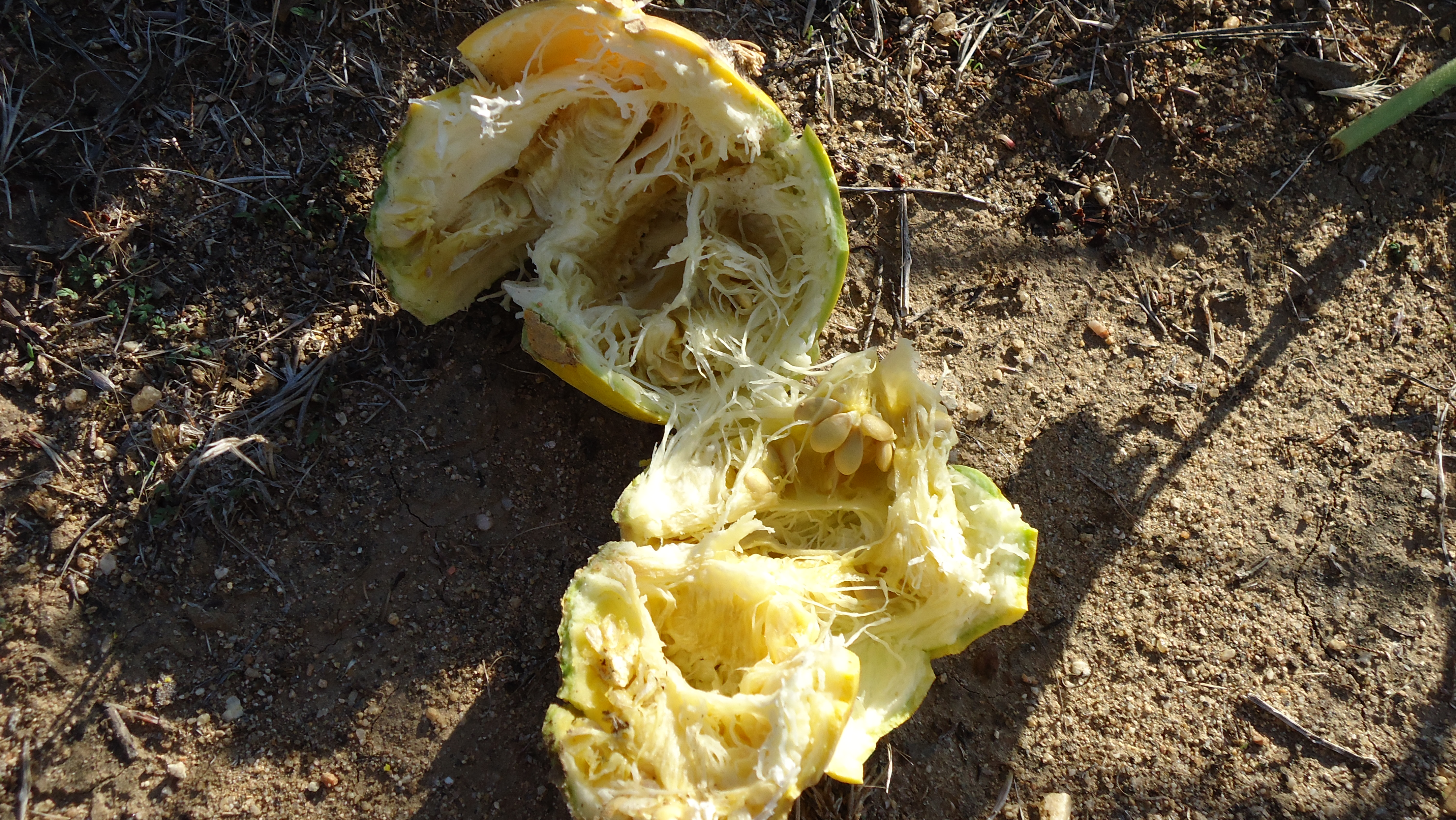
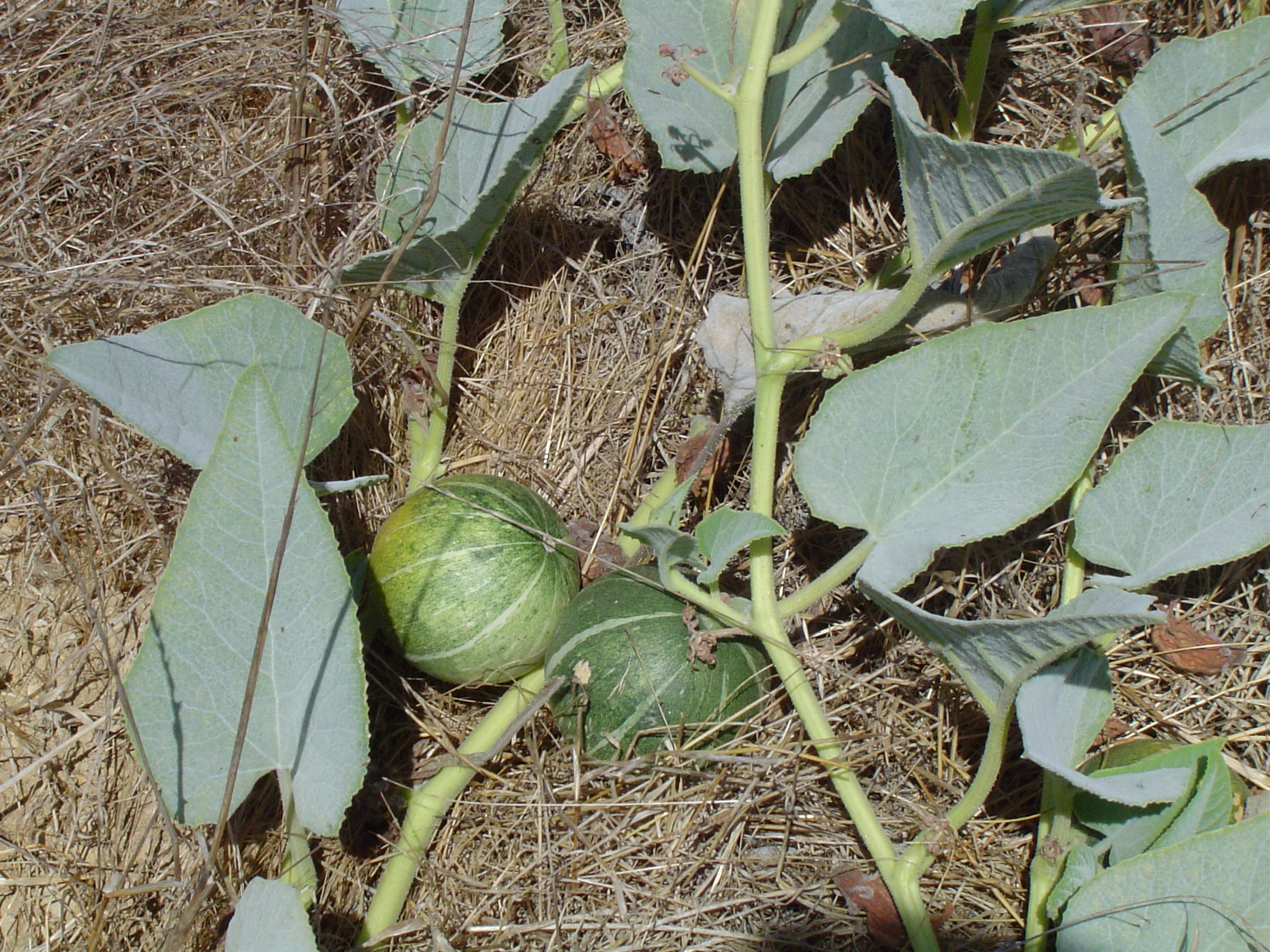
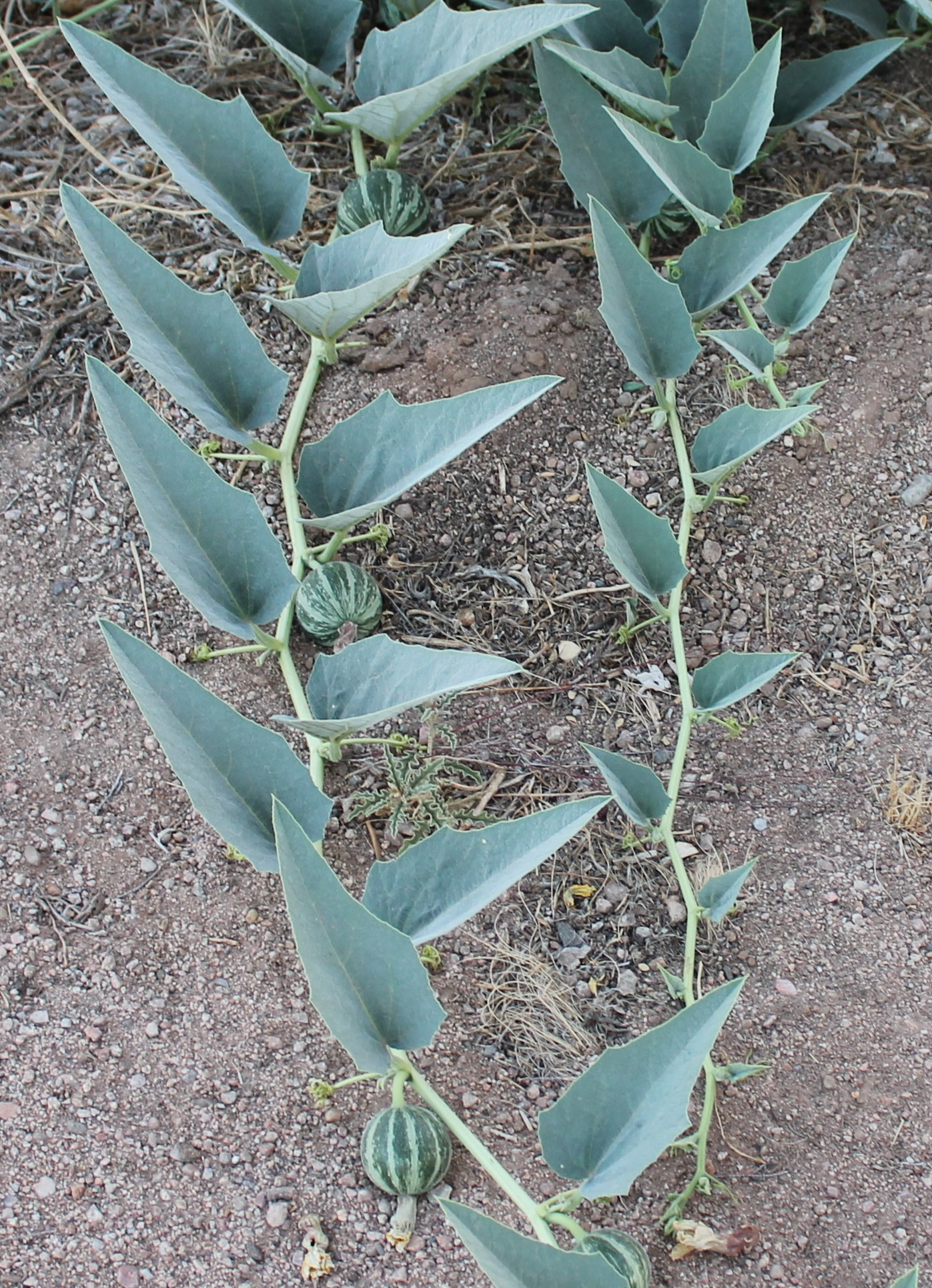
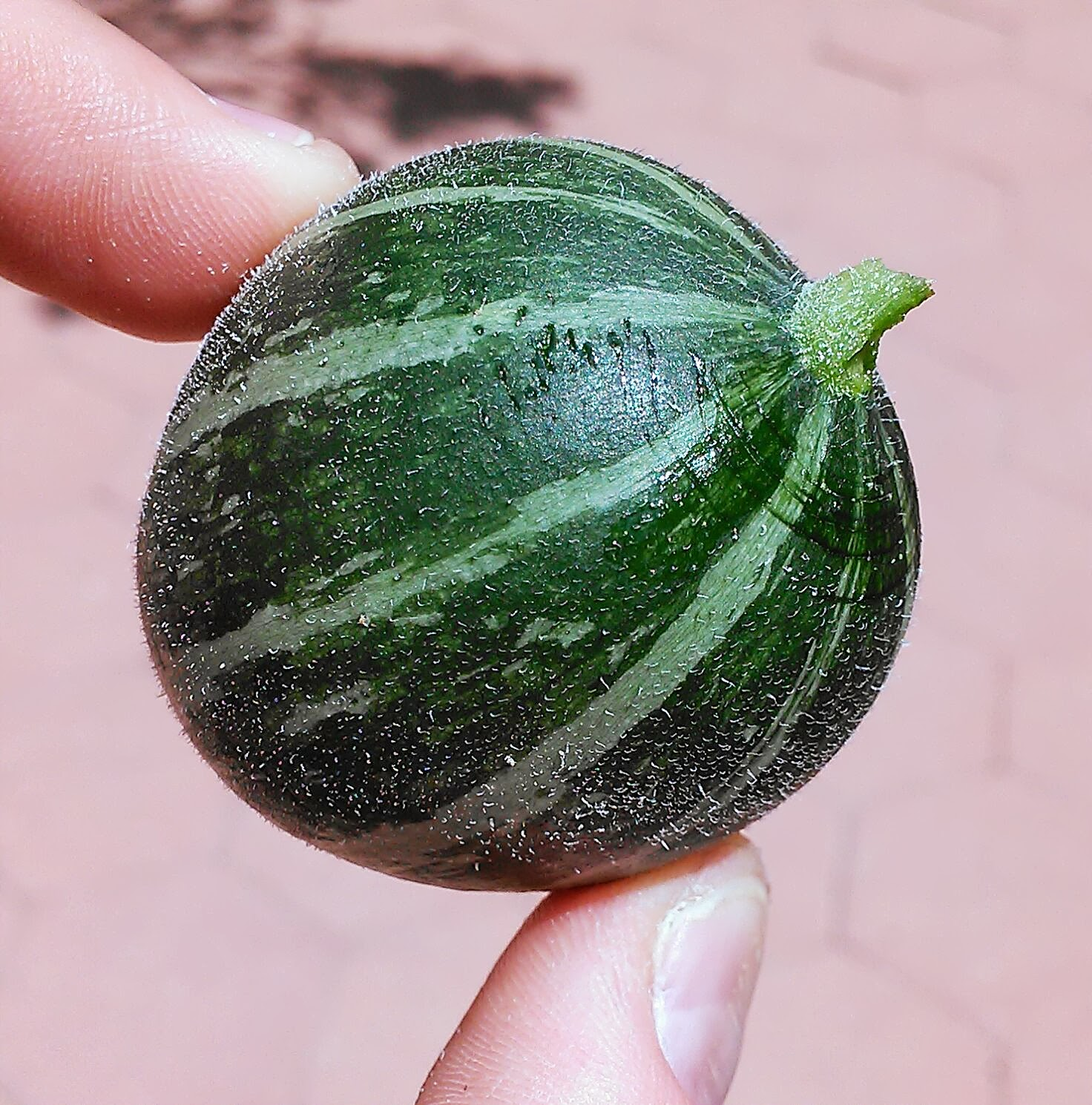